# Anchieta (geslacht)
De Anchieta vormen een geslacht binnen de onderfamilie Symphrasinae van de op bidsprinkhanen lijkende familie Mantispidae.

## Soorten
Deze lijst is mogelijk niet compleet.
- A. bella (Westwood, 1867)
- A. eurydella (Westwood, 1867)
- A. fumosella (Westwood, 1867)
- A. notha (Erichson, 1839)
- A. partheniella (Westwood, 1867)